# Body Count (álbum)
Body Count é o álbum de estreia homónimo da banda norte-americana de heavy metal Body Count. Editado em 1992, o material do disco foca-se em temas sociais e políticos como a violência policial, o racismo e o abuso das drogas. O projeto representa o ponto de viragem na carreira de Ice-T, que para além de ser o vocalista do grupo, escreveu as canções juntamente com o guitarrista Ernie C. Conhecido apenas como um rapper, o trabalho do músico com o conjunto ajudou a estabelecer uma audiência crossover com os fãs de música rock. As canções "There Goes The Neighborhood" e "The Winner Loses" foram lançadas como singles, ambas com vídeos musicais.
Body Count tornou-se muito conhecida pela inclusão da canção "Cop Killer", que foi na altura objecto de muita controvérsia e de criticas por várias figuras políticas, apesar de muitos defenderem o direito da banda à liberdade de expressão. Apesar de ser tocada ao vivo e do apoio das companhias Sire e Warner Bros. Records, Ice-T eventualmente acabou por retirar a canção do álbum por considerar que a controvérsia por si só tinha eclipsado o mérito da música.
Body Count recebeu criticas polarizadas, no entanto, foi colocado na lista da Village Voice como um dos 40 Melhores Álbuns de 1992, e atingiu o pico máximo na posição 26 na tabela Billboard 200. Acredita-se que ajudou a pavimentar o caminho para o sucesso mainstream do género rapcore, isto apesar do próprio álbum não ter incluído nenhum elemento de rap nas suas canções.

## Concepção
Apesar de na altura Ice-T ser conhecido principalmente pelo seu trabalho dentro do género hip hop, há muito tempo que este era fã dos vários géneros de rock, e como tal usava várias vezes amostras de Jimi Hendrix, Black Sabbath, Led Zeppelin, entre outros, nas suas canções. Ice-T formou Body Count sem interesse próprio. A banda tinha músicos que este conhecia da Escola Crenshaw High. Ice-T refere que "Não queríamos formar um grupo de R&B. [...] Onde íamos buscar a raiva e a ira para atacarmos com isso? [...] Body Count tinha de ser uma banda de rock. O nome por si só nega a banda de ser do estilo R&B."
Ice-T escreveu as canções com o guitarrista Ernie C, e ficou com o papel de vocalista principal. Ice-T lembra que "Eu sabia que não conseguia cantar, mas depois pensei, 'quem consegue no rock 'n' roll?'" Para além de Ice-T e Ernie C, o alinhamento original consistia em Mooseman no baixo, Beatmaster V na bateria e D-Roc "The Executioner" na guitarra ritmo. De acordo com Ice-T, "Demos o nome Body Count ao grupo porque todos os Domingos à noite em L.A., via as noticias e os apresentadores coadunavam-se com o numero de jovens mortos em homicídios de gangs durante aquela semana, e de seguida passavam para o desporto. 'É tudo o que sou,' pensei, 'uma contagem de corpos (Body count)?'"
Ice-T apresentou a banda em 1991 no festival Lollapalooza. Metade do espectáculo foi para as suas canções de hip hop, e a outra metade para as de Body Count, aumentando o seu apelo para com os fãs de rock alternativo e os adolescentes de classe média. Muitos consideravam as actuações de Body Count como os pontos altos da digressão. O grupo apareceu a primeira vez num álbum de Ice-T, O.G. Original Gangster, de 1991. A canção "Body Count" foi precedida por uma entrevista em que o artista se refere ao grupo com sendo "uma banda de hardcore preto," afirmando que "tanto quanto eu estou preocupado, música é música. Não o vejo como rock, R & B, ou todo esse tipo de coisas. Apenas o vejo como música. [...] Faço o que eu gosto e acontece que gosto de rock 'n' roll, e sinto pena por alguém que só ouve um tipo de música."
As gravações de Body Count decorreram entre setembro e dezembro de 1991. O álbum foi editado a 31 de março de 1992 em disco compacto, vinil e cassete de audio. Ice-T refere que Body Count foi feito intencionalmente de maneira diferente dos seus álbuns de hip hop, explicando que "Um álbum de Ice-T tem inteligência, e ignorância por vezes. Às vezes tem raiva, outras vezes tem questões. Body Count tinha a intenção de reflectir apenas raiva. Era suposto ser a voz do irmão revoltado, sem respostas. [...] Se colocas um jovem na prisão com um microfone e lhe perguntares o que ele sente, tens Body Count: 'Que se foda isso. Foda-se a escola. Foda-se a policia.' Não terás inteligência ou compaixão. Terás raiva crua."
As canções "There Goes The Neighborhood" e "The Winner Loses" foram lançadas como singles, ambas com vídeos musicais. enquanto que "Body Count's in the House" fez parte da banda sonora oficial do filme Universal Soldier.[carece de fontes?]

## Canções e letras
Ernie C e Ice-T conceberam o álbum com um tom escuro e ameaçador juntamente com letras de temas satânicos, com Black Sabbath em mente. No entanto, Ice-T sentiu que basear as letras na realidade seria mais assustador do que a base fantasista das letras de Black Sabbath; o desenho interno do álbum mostra um homem com uma arma apontada para o rosto do espectador. Ice-T diz que "Para nós aquilo era o demónio [...] o que há de mais assustador que [...] um gangster a apontar-nos uma arma?". Ice-T definiu que o resultado da mistura entre o heavy metal e letras realistas foi "um álbum de rock com mentalidade de rap." O estilo musical do álbum é essencialmente descrito como speed metal e thrash metal. Jon Pareles do The New York Times escreveu que com Body Count, Ice-T "reconheceu um parentesco entre seus raps de gangster e o post-punk, hard-core rock, ambos quebram tabus para excitar os fãs. Mas onde o público principal do rap está, presumivelmente, no interior da cidade, o hard-core apela principalmente para os suburbanos que procuram emoções mais fortes do que aquelas que podem obter a partir da Nintendo ou de um centro comercial local."
Apesar dos esforços de Ice-T para diferenciar Body Count dos seus trabalhos de hip hop, a imprensa focou-se na imagem rap do grupo. Ice-T sentiu que os políticos tinham intencionalmente referido a canção "Cop Killer" como rap, para provocar criticas negativas. "É impossível ouvir a canção 'Cop Killer' e chamá-la de rap. É muito longe de rap. Mas, politicamente, eles sabiam que ao dizer a palavra rap chegavam a muita gente que pensa, 'Rap-preto-rap-preto-ghetto,' e não gostavam. Se disseres rock, as pessoas dizem, 'Oh, até gosto de Jefferson Airplane, de Fleetwood Mac — isso é rock.' Não querem usar a palavra rock & roll para descrever esta canção."
Dá-se muito crédito a Body Count por ter sido pioneiro no género rap metal, popularizado por grupos como Rage Against the Machine e Limp Bizkit, isto apesar de Ice-T não fazer rap em nenhuma das canções do álbum. Ernie C afirmou que "Muitos rappers gostariam de estar numa banda de rock, mas tem de ser feito com sinceridade. Não podes pôr qualquer um numa guitarra e esperar que funcione. [...] [Nós] amava-mos a música que fazíamos, e apareceu."

## Temas das composições
Tal como os álbuns de rap de Ice-T, Body Count foca-se em vários temas sociais e políticos, com as canções a falarem de tópicos que vão desde a violência policial ao abuso das drogas. De acordo com Ernie C, "Toda a gente escreve sobre aquilo que aprendeu à medida que cresce, e aqui não há excepção. Como os The Beach Boys cantam sobre a praia, nós cantamos sobre como foi o nosso crescimento." Ice-T diz que "Body Count foi um álbum de raiva. Foi feito para ser um disco de protesto. Coloquei lá a minha raiva, enquanto misturava com humor negro." A faixa inicial, "Smoked Pork", é uma introdução falada e mostra Ice-T a fazer o papel de um motorista perdido e de um policia que se recusa a ajudá-lo, dizendo-lhe "meu trabalho é comer estes donuts". Quando o policia reconhece o motorista, são ouvidos tiros. A voz final da faixa é a do motorista a confirmar a sua identidade.
Nas letras de "KKK Bitch", Ice-T descreve um encontro sexual com uma mulher que mais tarde vem a descobrir ser a filha de um Grande Mestre do Ku Klux Klan. As letras continuam a descrever um cenário em que os membros de Body Count "destroem" um encontro dos Klan para "ficarem extremamente zangados com os brancos doidos". Ice-T faz inúmeras referências humorísticas a "[cair] em amor com as sobrinhas de doze anos de Tipper Gore", e coloca a possibilidade do Grande Mestre o perseguir "depois de o neto ficar com o nome de pequeno Ice-T." Em The Ice Opinion: Who Gives a Fuck?, Ice-T escreveu que "'KKK Bitch era irónico porque os sentimentos eram verdadeiros. Tínhamos tocado no Sul, em algumas áreas do Ku Klux Klan, e as raparigas vinham sempre aos bastidores dizer-nos que os seus pais e os seus irmãos não gostavam de homens negros. [...] Sabíamos que 'KKK Bitch' iria zangar o Ku Klux Klan. Existe humor na canção, mas mexe bem com eles. É uma ponta de punk."

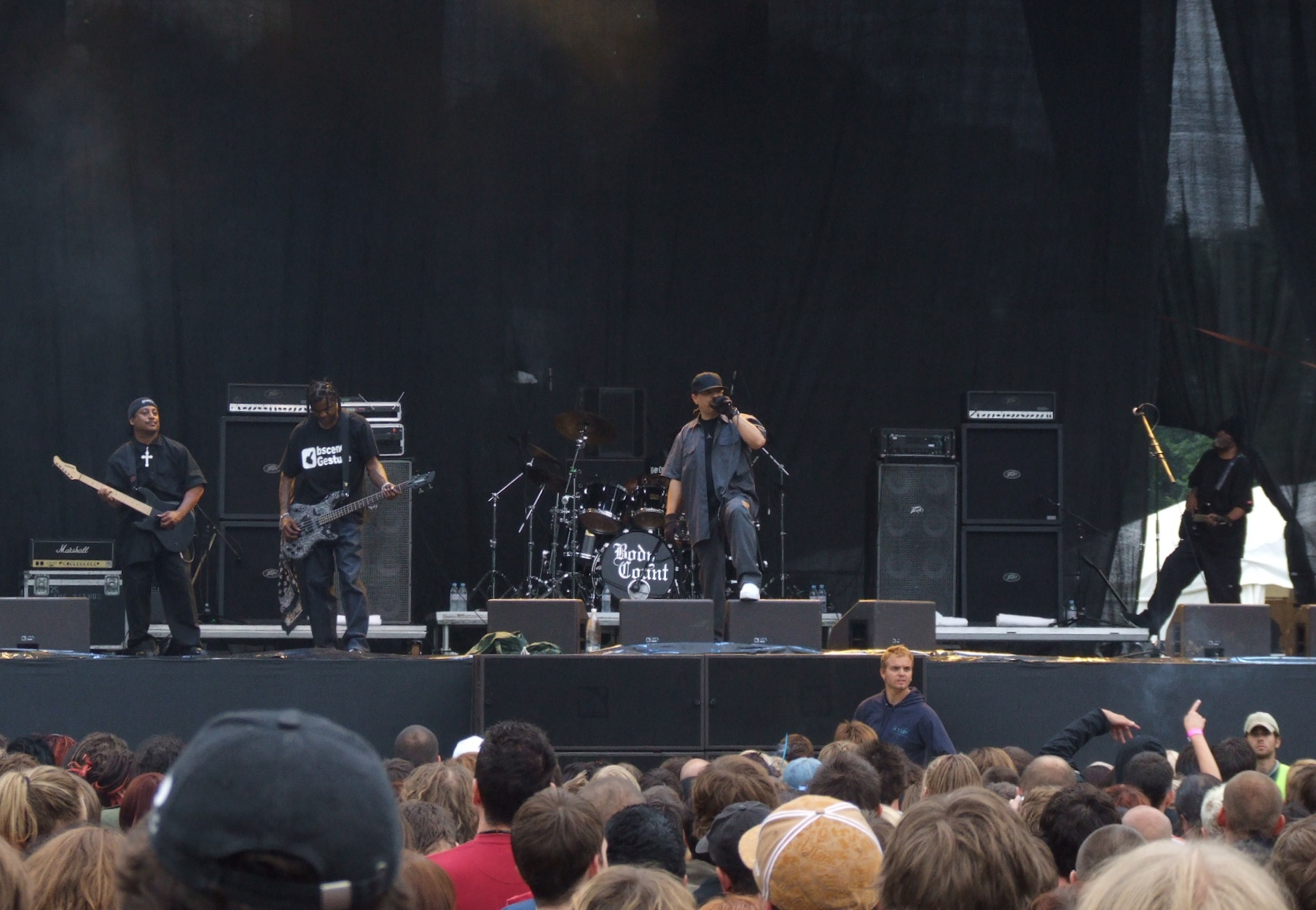
A canção "Cop Killer" foi escrita em 1990, e desde então tem sido tema recorrente nos espectáculos da banda.

"Voodoo" descreve um encontro fictício entre Ice-T e uma idosa com um boneco de voodoo. "The Winner Loses" descreve a queda de um utilizador de cocaína crack. "There Goes the Neighborhood" é uma resposta sarcástica aos críticos de Body Count, cantada do ponto de vista do racista branco que se questiona "Não sabem eles que rock é só para os brancos? / Não conhecem as regras? / Aqueles pretos são muito hardcore / Esta merda não é boa." Para o vídeo da música, a palavra "nigger" (preto) foi substituída por "rapazes negros". O vídeo da música acaba com um músico negro a plantar uma guitarra eléctrica no chão e logo de seguida ateia-lhe fogo. A imagem final é similar a uma cruz em fogo.
"Evil Dick" foca-se na promiscuidade masculina. As letras descrevem um homem casado que partiu em busca de mulheres estranhas, isto depois dos seu "pénis demoníaco" (Evil Dick) lhe dizer "Não durmas só, não durmas só." "Momma's Gotta Die Tonight" conta a história de um adolescente negro que mata e desmembra a sua mãe racista depois desta ter reagido negativamente quando ele trouxe uma rapariga branca para casa. Em The Ice Opinion: Who Gives a Fuck?, Ice-T escreve que as letras são metafóricas, explicando que "Quem ainda perpetua o racismo tem que morrer, não necessariamente fisicamente, mas tem que se matar essa parte do cérebro. A partir de agora, é considerá-lo morto. Toda a atitude está morta."
Ice-T refere-se à última faixa do álbum, "Cop Killer", como uma canção de protesto, dizendo que a canção "[cantada] na primeira pessoa por alguém que está farto de brutalidade policial." A canção foi escrita em 1990, e desde então tem sido tema recorrente nos espectáculos da banda, incluindo em Lollapalooza, em 1991, ainda antes desta ter sido gravada em estúdio. A versão do álbum menciona o então policia Daryl Gates e o motorista negro Rodney King, que foi espancado por oficiais da Policia de Los Angeles, evento esse gravado em vídeo. Em The Ice Opinion: Who Gives a Fuck?, Ice-T escreve que a canção "[é] um aviso, não uma ameaça à autoridade que diz, 'Yo, policia: Somos humanos. Tratem-nos de acordo.'" Numa entrevista à Rolling Stone, Ice-T diz que "Tínhamos estado a celebrar o quatro de julho, o que é realmente apenas o dia nacional do Foda para a Policia [...] Aposto que durante a Guerra da Revolução, ouve canções similares à minha."

## Lançamento e recepção
| Críticas profissionais        | Críticas profissionais |
| Avaliações da crítica         | Avaliações da crítica  |
| Fonte                         | Avaliação              |
| ----------------------------- | ---------------------- |
| Allmusic                      | [ 17 ]                 |
| Encyclopedia of Popular Music | [ 25 ]                 |
| Entertainment Weekly          | A−                     |
| Martin C. Strong              | 8/10                   |
| Spin                          | 9/10                   |
| Robert Christgau              | A−                     |
| The Rolling Stone Album Guide | [ 29 ] [ 30 ]          |
| Kerrang!                      | [ 31 ]                 |

As cópias iniciais do álbum estavam dentro de um saco preto de corpos, um mecanismo de promoção que levantou pequenas criticas. O álbum estreou-se na posição 32.ª da lista Top 50 da revista Billboard, alcançando o máximo na posição 26 no Billboard 200. De acordo com a revista Variety, em Janeiro de 1993, já tinham sido vendidas 480 000 cópias de Body Count.
Apesar do sucesso comercial do álbum, Body Count recebeu criticas muito variadas. J. D. Considine escreveu na Rolling Stone que o álbum "oferece o tipo de intensidade sonora da qual os grupos de pais temem ainda mais do que palavras de quatro letras," enquanto Stephen Thomas Erlewine do Allmusic, chamou ao álbum "um caso surpreendentemente morno" e continua dizendo que "não é claro se este disco é uma paródia ou uma facada terrivelmente falhada no arena metal [...] talvez Body Count foi intencionalmente humorista -- apesar do álbum seguinte, Born Dead, sugerir que não -- em qualquer dos caso, o disco é simplesmente embaraçoso." Don Kaye da Kerrang! descreveu Body Count como "barulhento, um ataque musical implacável", dando a pontuação de 4/5.
A Entertainment Weekly e a The Village Voice ambas deram ao álbum a categoria ‘A−’ nas suas análises, com a Entertainment Weekly a afirmar que o álbum é "imbecil, sexista, profano, gratuitamente violento, barulhento e moralmente repreensível, um álbum de heavy metal. Mas desta vez um dos bons", e com Robert Christgau para a The Village Voice a dizer que "explorando e burlescando os estilos privilegiados da pele branca desde 'Smoked Pork' a 'Cop Killer', o álbum de metal de Ice-T joga em defesa da arte do rap como forma de vida." A The Village Voice colocou o álbum na posição 31.ª na lista dos 40 Melhores Álbuns de 1992.

## Controvérsia
Body Count foi originalmente concebido para ser editado com o título Cop Killer, com o mesmo nome da canção, que critica agentes de policia violentos. Durante a produção do álbum, os executivos da Warner Bros. estavam conscientes da potencial controvérsia que o álbum e a canção poderiam causar, mas apoiaram sempre a banda. Durante um encontro de accionistas da Time-Warner, o actor Charlton Heston levantou-se e leu as letras da canção "KKK Bitch" para uma plateia atónita e exigiu que a empresa tomasse medidas. A Sire respondeu que iria mudar o nome do álbum para Body Count, mas que não iria remover a canção. Num artigo do Washington Post, Tipper Gore condenou Ice-T pelas canções como "Cop Killer," escrevendo que "A economia cultural foi uma pobre desculpa para a continuação da escravidão no sul. O sucesso económico de Ice-T não é desculpa para a violência da sua mensagem [...] O antissemitismo de Hitler vendeu na Alemanha Nazi. Mas não o fez bem." Críticos argumentaram que a canção poderia causar crime e violência. Dennis R. Martin (ex Presidente da Associação Nacional dos Chefes de Policia) disse:
| “ | O mau uso da Primeira Emenda está gráficamente ilustrada na tentativa da Time-Warner de colocar na cultura popular as vis e perigosas letras da canção 'Cop Killer', de Ice-T. O álbum Body Count que contém 'Cop Killer' foi editado nos Estados Unidos em miniaturas de sacos de corpos. Dias antes de o álbum ser suspenso voluntariamente, a Time-Warner inundou o mercado com meio milhão de cópias. A canção 'Cop Killer' já foi implicada em pelos menos dois tiroteios e inflamou tensões raciais por todo o país. Aqueles que trabalham em estreita colaboração com as famílias e amigos dos oficiais mortos voluntariamente para o American Police Hall of Fame and Museum, estão indignados com a mensagem de 'Cop Killer'. É uma afronta aos polícias — 144 em 1992 apenas — que foram mortos no cumprimento do dever enquanto fazem cumprir as regras da nossa sociedade, protegendo os nossos cidadãos.. | ” |

A Associação da Policia de Dallas e a Associação de Forças Combinadas da Lei do Texas (CLEAT) lançaram uma campanha com vista a forçar a Warner Bros. Records a retirar o disco. A CLEAT criou um boicote a todos os produtos da Time-Warner de forma a assegurar que o álbum e a canção seriam removidos das lojas. Passado uma semana, tiveram o apoio de organizações policiais de todo o pais. Ice-T afirmou que a canção foi escrita do ponto de vista de um personagem fictício, e disse aos jornalistas que "Nunca matei nenhum policia. Apetecia-me muitas vezes. Mas nunca fiz. Se acreditam que sou um assassino de policias, então também acreditam que David Bowie é um astronauta," em referência à canção “Space Oddity”, de Bowie.
Num editorial em julho de 1992 no The Wall Street Journal, defendendo o envolvimento da companhia na canção, o co-CEO da Time-Warner, Gerald M. Levin, repetiu a sua defesa, escrevendo que em vez de se "encontrar meios de se silenciar o mensageiro", os críticos e os ouvintes deveriam "atender ao grito angustiado contido na sua mensagem."
A Associação Nacional de Policias Negros, opôs-se ao boicote da Time-Warner e aos constantes ataques a "Cop Killer," afirmando que a brutalidade policial é a causa de tanto sentimento antipolicia, e propôs a criação de uma comissão independente de civis  "para escrutinar as acções dos nossos agentes de policia" numa maneira que se acabe com as provocações que fizeram com que artistas como Body Count "tivessem de responder ao abuso e à violência policial através da sua música. [...] Muitos policias não querem que ninguém avalie as suas acções profissionais, mas eles gostam de escrutinar os outros." Outros defenderam o álbum, baseados no facto do direito da banda à liberdade de expressão, citando mesmo que Ice-T fez o papel de policia no filme New Jack City. Muitas pessoas do mundo da música e de outros campos apoiaram a música. Por exemplo, em resposta directa à critica de Dennis Martin em cima, Mark Hamm e Jeff Ferrell argumentaram o seguinte:
| “ | Ice-T não é o primeiro artista a colocar o tema 'assassino de policia' na cultura popular dos Estados Unidos. Este tema já foi objecto de inúmeros trabalhos cinemáticos e literários, e já apareceu muitas vezes na música popular. Durante a Grande Depressão, por exemplo, as pessoas celebraram Pretty Boy Floyd e os seus feitos, que incluíam assassinar pessoas das forças da lei. Similarmente, o muito respeitado violinista Tommy Jarrell escreveu e cantou 'Policeman' que começa assim, 'O Policia veio e eu não queria ir com ele nesta manhã, por isso dei-lhe um tiro na cabeça com a minha 44.' Provavelmente o caso mais conhecido é a versão de Eric Clapton de 'I Shot the Sheriff', um original de Bob Marley and the Wailers, que alcançou o topo nas tabelas americanas na década de 1970 (algo nunca alcançado por Ice-T). 'I Shot the Sheriff' nunca sofreu deste tipo de ataques morais e políticos que 'Cop Killer' sofreu. Como se conta esta diferença? | ” |

Ice-T é citado como tendo dito que "Não preciso de pessoas para me apoiar na Primeira Emenda. Preciso de pessoas que digam 'Ice-T tem terreno para fazer este álbum.' Tenho o direito de o fazer porque os policias andam a matar o meu povo. Que se foda a Primeira Emenda, vamos lidar com o facto que tenho o direito de o fazer."

### Mais polémica e decisão de retirar a canção
Durante o mês seguinte, aumentou a controvérsia para com a banda. O Vice-Presidente Dan Quayle estigmatizou "Cop Killer" como "obsceno" e o Presidente George H.W. Bush denunciou publicamente qualquer gravadora que poderia lançar um produto deste tipo. Body Count foi removido das prateleiras numa loja em Greensboro, Carolina do Norte, depois da policia local ter dito à gerência que não iria responder a chamadas de emergência da loja enquanto estes continuassem a vender o álbum. Em julho de 1992, um comissário da policia da Nova Zelândia tentou sem sucesso impedir um concerto de Ice-T em Auckland, argumentando que "Qualquer um que vem para este país pregando termos obscenos sobre a morte de policias, não é bem-vindo aqui," antes de levar Body Count e a  Warner Bros. Records ao Tribunal de Publicações Indecentes, num esforço para banir o álbum sobre a justificação do Acto da Nova Zelândia Sobre Publicações Indecentes. Foi a primeira vez em 20 anos que uma gravação sonora tinha sido censurada, e o primeiro caso a envolver música popular. Depois de ver as várias submissões, e de ter escutado atentamente o álbum, o Tribunal considerou a canção "Cop Killer" "não exortativa," que o álbum mostra "um propósito honesto," e que Body Count não era indecente.
A controvérsia chegou ao ponto de haver ameaças de morte aos executivos da Time-Warner, e houve acionistas que ameaçaram sair da companhia. A própria filha de Ice-T foi retirada da escola para ser questionada pela policia. Por fim, Ice-T decidiu remover "Cop Killer" do álbum por sua vontade, uma decisão que levou a que outros artistas o criticassem por "ceder a pressões externas" e de se capitular à censura. Escrevendo para o The New York Times, Jon Pareles refere que "agora que "Cop Killer" foi retirada, existe um novo mecanismo: se grupos de policias não gostam de uma música, podem fazê-la desaparecer. Especialmente em ano de eleições [...]" e chamou à decisão de Ice-T "correcção policial". Toda a controvérsia e criticas em redor de Body Count e da canção ajudou a que houvesse um aumento de popularidade do álbum e consequente aumento de vendas. Numa entrevista, Ice-T disse que "Não queria que a minha banda ficasse rotulada por ter vendido apenas devido a tudo isto. Ficou fora de controlo e fiquei cansado de ouvir falar disto. Disse, 'que se foda'. Eles dizem que fizemos pelo dinheiro, mas não. Mandei a gravação fora, vocês sabem, vamos seguir em frente, vamos voltar aos verdadeiros problemas, não ao álbum mas aos policias que andam a matar pessoas."
"Cop Killer" foi substituída por uma nova versão de "Freedom of Speech," uma canção de Ice-T do seu álbum de 1989 The Iceberg/Freedom of Speech...Just Watch What You Say. A canção foi reeditada e remisturada para lhe dar um som mais rock, usando uma amostra de "Foxy Lady", de Jimi Hendrix. A capa também foi alterada, para eliminar as referências à canção polémica.[carece de fontes?] Depois da reedição do álbum, a Warner Bros. editou "Cop Killer" como single gratuito. Ice-T deixou a Warner Bros. Records no ano seguinte devido a disputas no seu álbum a solo Home Invasion, levando Body Count com ele. O artista afirmou sobre a controvérsia que "Quando comecei, [Warner] nunca nos censurou. Tínhamos todo o controlo em tudo o que fazíamos. O que aconteceu foi quando os policias pressionaram Body Count também o fizeram sobre a divisão corporativa da Warner Bros., criando divisões na música, eles não podiam lutar contra eles, assim mesmo que estejas em negócio com alguém que não te queira censurar, economicamente as pessoas podem criar barreiras e torná-las receosas. Aprendi essa lição com isto tudo, nunca estás seguro enquanto estiveres ligado ao dinheiro de uma enorme corporação." A versão estúdio de "Cop Killer" nunca foi reeditada, apesar de aparecer uma versão ao vivo no álbum de Body Count Live in L.A., de 2005.
De acordo com Ernie C, a controvérsia sobre a canção "ainda nos persegue hoje em dia. Tento reservar clubes e os responsáveis  com quem falo ainda fazem menção a isso e penso para comigo mesmo 'Bem, já foi há 17 anos.' Também encontro muitas bandas que me falam sobre o assunto e sou respeitado por outros artistas por causa disso. É uma coisa de amor/ódio. Ice também recebe essas reacções, apesar de ele agora fazer de policia na série de TV Law & Order: Special Victims Unit."
Na Austrália, as cópias vendidas do álbum acabavam na faixa 16, omitindo "Freedom of Speech" ou "Cop Killer" e a sua introdução, "Out in the Parking Lot".[carece de fontes?]
"Cop Killer" está incluída no livro de Robert Emery 1001 Canções Que Tem de Ouvir Antes de Morrer e na lista da revista Q das "100 Canções Que Mudaram o Mundo".

## Lista de faixas
Todas as letras escritas por Ice-T, exceto "C-note" (instrumental) e "The Winner Loses" (por Ernie C). 
| 26878 (versão original) |                               |         |  |
| N.º                     | Título                        | Duração |  |
| 1.                      | "Smoked Pork"                 | 0:46    |  |
| 2.                      | "Body Count's in the House"   | 3:24    |  |
| 3.                      | "Now Sports"                  | 0:04    |  |
| 4.                      | "Body Count"                  | 5:17    |  |
| 5.                      | "A Statistic"                 | 0:06    |  |
| 6.                      | "Bowels of the Devil"         | 3:43    |  |
| 7.                      | "The Real Problem"            | 0:11    |  |
| 8.                      | "KKK Bitch"                   | 2:52    |  |
| 9.                      | "C Note"                      | 1:35    |  |
| 10.                     | "Voodoo"                      | 5:00    |  |
| 11.                     | "The Winner Loses"            | 6:32    |  |
| 12.                     | "There Goes the Neighborhood" | 5:50    |  |
| 13.                     | "Oprah"                       | 0:06    |  |
| 14.                     | "Evil Dick"                   | 3:58    |  |
| 15.                     | "Body Count Anthem"           | 2:46    |  |
| 16.                     | "Momma's Gotta Die Tonight"   | 6:10    |  |
| 17.                     | "Out in the Parking Lot"      | 0:30    |  |
| 18.                     | "Cop Killer"                  | 4:09    |  |
| Duração total:          | Duração total:                | 52:59   |  |

| 45139 (reedição) |                     |                |                |         |  |
| N.º              | Título              | Letras         | Música         | Duração |  |
| 17.              | "Freedom of Speech" | Ice-T/Biafra   | Jimi Hendrix   | 4:41    |  |
| Duração total:   | Duração total:      | Duração total: | Duração total: | 53:03   |  |

## Créditos
Créditos adaptados a partir de AllMusic.
- Ice-T – voz, produtor
- Ernie C. – guitarra principal, rítmica, acústica e produtor
- Mooseman – baixo
- D-Roc "The Executioner" – guitarra ritmo
- Beatmaster "V" – bateria

## Tabelas
| Tabela           | Posição máxima |
| ---------------- | -------------- |
| US Billboard 200 | 26             |

## Honras
Excepto quando está citado, todas as honras e reconhecimentos aqui listados atribuídos a Body Count foram adaptadas a partir de Acclaimed Music.
| Publicação                  | Honra                              | Ano  | Posição |
| --------------------------- | ---------------------------------- | ---- | ------- |
| Classic Rock & Metal Hammer | The 200 Greatest Albums of the 90s | 2006 | *       |
| Kerrang!                    | Albums of the Year                 | 1992 | 24      |
| Select                      | Albums of the Year                 | 1992 | 42      |
| Village Voice               | The 40 Best Albums Of 1992         | 1993 | 31      |